# Bill Porter (người bán hàng)
Bill Porter (9 tháng 9 năm 1932 – 3 tháng 12 năm 2013) là một nhân viên bán hàng người Mỹ, người đã làm việc cho Watkins Incorporated có trụ sở tại Winona, Minnesota. Sinh ra với bệnh bại não,  hoàn cảnh và công việc của Porter được công chúng chú ý vào năm 1995 khi một tờ báo có trụ sở tại Oregon đăng một loạt các câu chuyện về ông.
Porter sinh ra ở San Francisco, California, và khi còn trẻ, ông chuyển đến Portland, Oregon cùng với mẹ của mình.  Ông không thể kiếm được việc làm vì bệnh bại não của mình, và đã bị từ chối vì tàn tật. Porter cuối cùng đã thuyết phục được Watkins Incorporated giao cho một công việc nhân viên bán hàng tận nơi, bán các sản phẩm của công ty trên một lộ trình dài bảy dặm trong khu vực Portland.  Ông đã trở thành người bán hàng đầu của Watkins và làm việc cho công ty trong hơn bốn mươi năm.
Năm 1995, tờ báo Oregonian đăng một câu chuyện nổi bật về Porter. Câu chuyện về quyết tâm lạc quan đã khiến ông trở thành đề tài thu hút sự chú ý của giới truyền thông trên khắp nước Mỹ. Ông đã được giới thiệu trong Reader's Digest và trên ABC's 20/20.  Chương trình phát sóng 20/20 đã nhận được hơn 2000 cuộc điện thoại và thư từ, đây là con số nhiều nhất từ trước đến nay đối với chương trình.  Porter là chủ đề của một bộ phim dành cho truyền hình năm 2002 trên TNT có tên là Door to Door, với sự tham gia của William H. Macy, Kyra Sedgwick và Helen Mirren.  Năm 2009, mạng TBS của Nhật đã phát sóng một bộ phim truyền hình dựa trên Bill Porter, còn được gọi là Door to Door. Phim có sự tham gia của Ninomiya Kazunari và Rosa Kato là phiên bản hư cấu của Porter và Brady. Porter qua đời vì nhiễm trùng ở Gresham, Oregon vào ngày 3 tháng 12 năm 2013, hưởng thọ 81 tuổi.